# Edda Tennenbaum

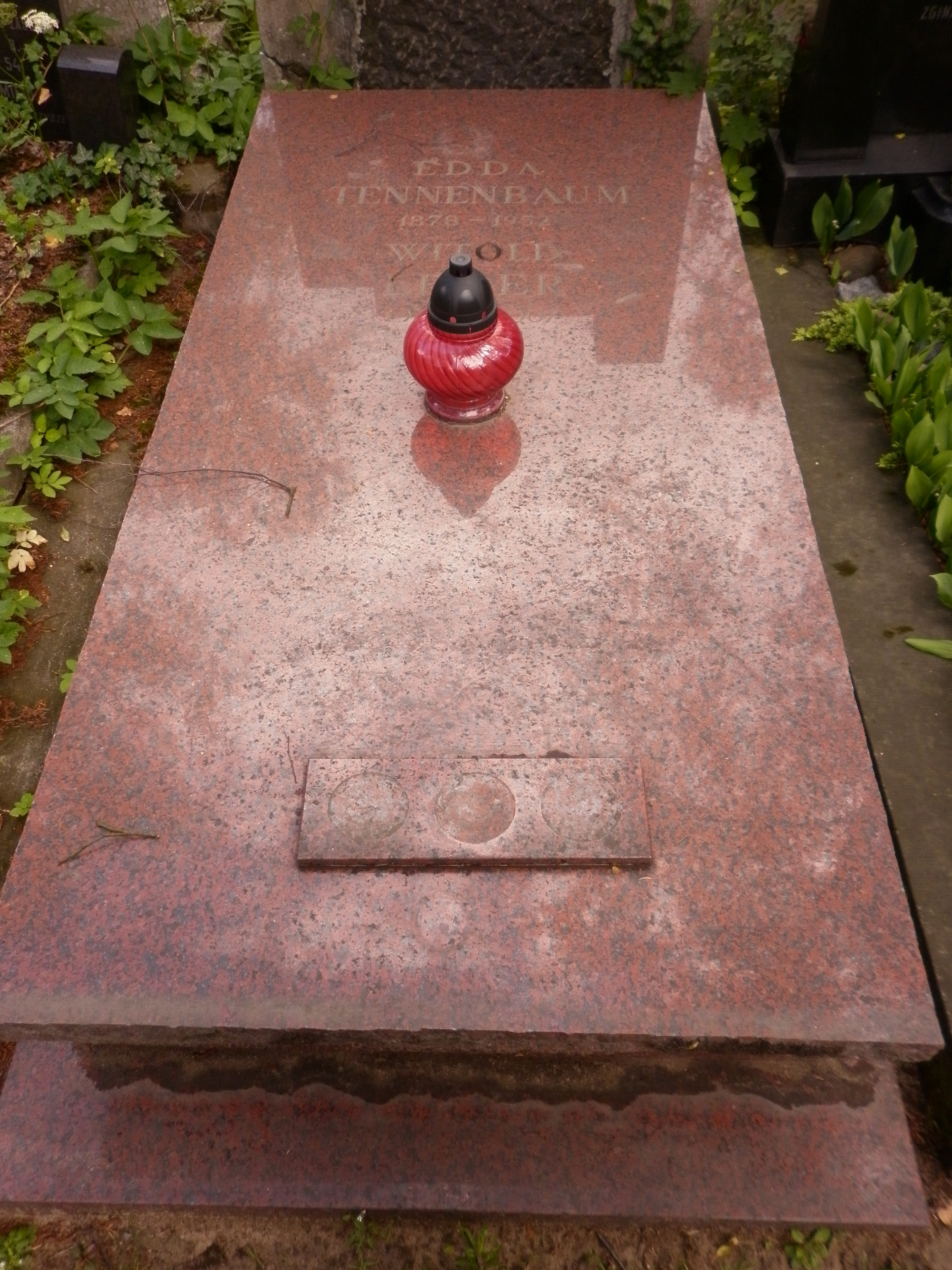
Das Grab von Edda Tennenbaum und ihrem Neffen Witold Leder (2012)

Edda Tennenbaum (* 24. Dezember 1878 in Mitau; † 24. September 1952 in Warschau) war eine polnische Kommunistin.

## Leben
Edda Tennenbaum, geborene Hirschfeld, arbeitete anfangs in Lodz als Deutschlehrerin und Haushälterin. Als Mitglied im Allgemeinen Jüdischen Arbeiterbund für Russland, Polen und Litauen (Bund) und der Sozialdemokratie des Königreichs Polen und Litauens (SDKPiL) wurde sie mehrfach verhaftet und verbannt. 1904 ging sie im Auftrag der Partei nach Berlin und Zürich, später auch nach Stuttgart. Von 1909 bis 1911 arbeitete sie mit Clara Zetkin an der Zeitschrift Gleichheit. Mit ihrem Mann Jan Tennenbaum siedelte sie nach Paris über und wurde Mitglied der französischen Sozialisten.
1919 war Edda Tennenbaum als Funktionärin der Komintern in Moskau, danach in Berlin und Hamburg, wo sie den Decknamen Klara Klarowska trug. Ab Mitte der 1920er Jahre geriet sie in die Fraktionskämpfe der KPD und verlor ihre Posten.
Während der Stalinschen Säuberungen wurde Edda Tennenbaum in Moskau vom NKWD verhaftet und zu acht Jahren Lagerhaft im Gulag verurteilt. Nach ihrer Freilassung kehrte sie 1948 nach Warschau zurück. Mit Karl Wloch und anderen organisierte sie dort Erziehungsarbeit unter deutschen Kriegsgefangenen. Hermann Kant schilderte dies in seinem Roman Der Aufenthalt. Edda Tennenbaum starb am 24. September 1952 in Warschau.

## Familie
Ihr Mann Jan Tennenbaum (* 1881), ebenfalls ein führender Parteifunktionär, starb 1937 in einem sowjetischen Lager, nachdem er unter haltlosen Anschuldigen verhaftet worden war. Der gemeinsame Sohn Kasimir Tennenbaum (* 1909 in Stuttgart) wurde am 4. November 1936 vom NKWD festgenommen und am 8. Januar 1938 im Gulag-Lager Nordost in Karaganda ermordet.